# Erwin Straus
Erwin Walter Maximilian Straus (Francoforte sul Meno, 11 novembre 1891 – Lexington, 20 maggio 1975) è stato un neurologo, psichiatra, psicologo filosofo tedesco naturalizzato statunitense.
Nato e formatosi in Germania, dopo aver iniziato a Berlino una carriera come psichiatra, fu costretto ad emigrare negli Stati Uniti nel 1938 in quanto ebreo.

## Biografia
Erwin Straus affrontò criticamente i fondamenti epistemologici della psicoanalisi freudiana, del comportamentismo e dell'analitica esistenziale di Martin Heidegger. Fondò le proprie analisi in particolare sulla fenomenologia di Edmund Husserl, ma più sulle sue analisi della Lebenswelt che sulle sue descrizioni degli atti di coscienza. Tra le altre cose, Straus esaminò l'esperienza dello spazio e del tempo e i suoi cambiamenti in caso di malattia mentale.
Insieme a Karl Jaspers, Ludwig Binswanger, Viktor Emil von Gebsattel ed Eugène Minkowski, Straus fu uno dei principali esponenti di una psichiatria basata sulle scienze umane, che plasmò l'immagine della psichiatria nella Repubblica federale di Germania dopo la seconda guerra mondiale e negli anni sessanta, perdendo successivamente terreno rispetto alla psicoanalisi e agli approcci biologici.

## Opere
- (DE) Erwin Straus, Zur Pathogenese des chronischen Morphinismus, Berlin, S. Karger Verlag, 1919.
- (DE) Erwin Straus, Wesen und Vorgang der Suggestion, Berlin, S. Karger Verlag, 1925.
- (DE) Erwin Straus, Elektro-Diagnostik am Gesunden, Berlin, G. Stilke, 1926.
- (DE) Erwin Straus, Das Problem der Individualität, in Theodor Brugsch, Friedrich H. Lewy (a cura di), Die Biologie der Person. Band I. Allgemeiner Teil der Personallehre, Berlin-Wien, Urban und Schwarzenberg, 1926,  pp. 25-134.
- (DE) Erwin Straus, Geschehnis und Erlebnis: zugleich eine historiologische Deutung des psychischen Traumas und der Renten-Neurose, Berlin, Springer, 1930.
- (DE) Erwin Straus, Vom Sinn der Sinne. Ein Beitrag zur Grundlegung der Psychologie, Berlin, Springer, 1935.
- (DE) Erwin Straus, Ein Beitrag zur Pathologie des Zwangserscheinungen, in Monatschrift für Psychiatrie und Neurologie, vol. 98, n. 2, 1938.
- (EN) Erwin Straus, On Obsession: A Clinical and Methodological Study, New York, Coolidge Foundation, 1948.
- (DE) Erwin Straus, Psychologie der menschlichen Welt. Gesammelte Schriften, Berlin/Göttingen/Heidelberg, Springer, 1960.
- (DE) Erwin Straus, Psychiatrie und Philosophie. Philosophische Grundfragen der Psychiatrie, in W. Gruhle, Richard Jung, Wilhelm Mayer-Gross, Max Müller (a cura di), Psychiatrie der Gegenwart. Monographien aus dem Gesamtgebiete der Neurologie und Psychiatrie. Band I/2. Grundlagen und Methoden der klinischen Psychiatrie, Göttingen-Berlin-Heidelberg, Springer, 1963,  pp. 926-994.
- (DE) Hans Sattes, Erwin Straus, Jürg Zutt (a cura di), Die Wahnwelten (Endogene Psychosen), Frankfurt am Main, Akademische Verlagsgesellschaft, 1963.
- (EN) Erwin Straus (a cura di), Phenomenology: Pure and Applied. The First Lexington Conference, Pittsburgh, Duquesne University Press, 1965.
- (EN) Richard M. Griffith, Erwin Straus (a cura di), Phenomenology of Will and Action. The Second Lexington Conference on Pure and Applied Phenomenology, Pittsburgh, Duquesne University Press, 1967.
- (EN) Richard M. Griffith, Erwin Straus (a cura di), Phenomenology of Memory. The Third Lexington Conference on Pure and Applied Phenomenology, Pittsburgh, Duquesne University Press, 1970.
- (EN) Richard M. Griffith, Erwin Straus (a cura di), Aisthesis and Aesthetics. The Fourth Lexington Conference on Pure and Applied Phenomenology, Pittsburgh, Duquesne University Press, 1970.
- (EN) Erwin Straus (a cura di), Phenomenology, Pure and Applied. Language and Language Disturbances, Pittsburgh, Duquesne University Press, 1974.